# La Vierge de Paris

La Vierge de Paris est d'abord le titre d'un recueil de poèmes de Pierre Jean Jouve publiés en 1944 en Suisse, puis le titre d'un recueil collectif de 1946 qui regroupe l'ensemble des poèmes que Jouve écrivit juste avant et pendant la seconde guerre mondiale.
- La Vierge de Paris de 1946 est une cathédrale dont les chapelles (les sections) reprennent les précédents recueils publiés un peu avant la guerre, comme certaines parties de Gloire (page à consulter), puis pendant la guerre : Porche à la Nuit des Saints (1941), Vers majeurs (1942) et La Vierge de Paris, plaquette de 1944 dont le volume de 1946 reprend le titre.
- La première Vierge de Paris reprenait elle-même Le Bois des Pauvres, un des grands poèmes de résistance de Jouve, qui avait paru initialement en 1943. Ce poème avait été choisi par Jean Lescure pour sa grande anthologie Domaine français du numéro de 1943 de Messages et Jouve le citera intégralement dans En Miroir (1960).